# Alexander Fjodorowitsch Chrjakow
Alexander Fjodorowitsch Chrjakow (russisch Александр Фёдорович Хряков; * 1. Augustjul. / 14. August 1903greg. in St. Petersburg; † 23. April 1976 in Moskau) war ein sowjetischer Architekt.

## Leben
Chrjakow studierte 1922–1928 in der Architektur-Fakultät des neuen Leningrader Höheren Künstlerisch-Technischen Instituts (LWChTI), das nach der Oktoberrevolution aus der Kaiserlichen Akademie der Künste entstanden war. Seine Lehrer waren Andrei Belogrud, Leonti Benois, Lew Rudnew, Sergei Serafimow, Iwan Fomin, Wladimir Schtschuko und Wladimir Helfreich. Sein Diplomprojekt eines Sportinstituts auf der  Krestowski-Insel in Leningrad und seine wissenschaftliche Arbeit über die Uferstraße der Newa verteidigte er am 1. Dezember 1928 mit Erfolg.
Viele Projekte führte er zusammen mit seiner Frau Soja Brod durch, die ihr Studium am LWChTI 1930 abgeschlossen hatte. 1967–1974 leitete er die Architektur-Projektierungswerkstatt Mosprojekt Nr. 4. Er war Korrespondierendes Mitglied der Akademie der Architektur der UdSSR.
Chrjakow betätigte sich auch als Maler.
Chrjakow starb in Moskau und wurde auf dem Kunzewoer Friedhof begraben.

## Ehrungen, Preise
- Stalinpreis I. Klasse (1949) zusammen mit Lew Rudnew, Sergei Tschernyschow, Pawel Abrossimow und Wsewolod Nassonow für das Projekt des Hauptgebäudes der Lomonossow-Universität Moskau (MGU)[1]
- Leninpreis im Bereich Technik zusammen mit Stepan Adjassow, Moissei Bass, Georgi Golodow, Alexander Wlassow, Wsewolod Nassonow, Lew Jeschtschenko, Wassili Polikarpow, Nikolai Resnikow, Igor Roschin, Boris Schtschepetow, Nikolai Ullas, Aschot Etmekdschijan für die Sanierung  des Moskauer Rajons Luschniki und Errichtung des Sportanlagenkomplexes mit dem Lenin-Zentralstadion (1959)[1]
- Verdienter Architekt der RSFSR (1969)
- Orden des Roten Banners der Arbeit

## Werke (Auswahl)

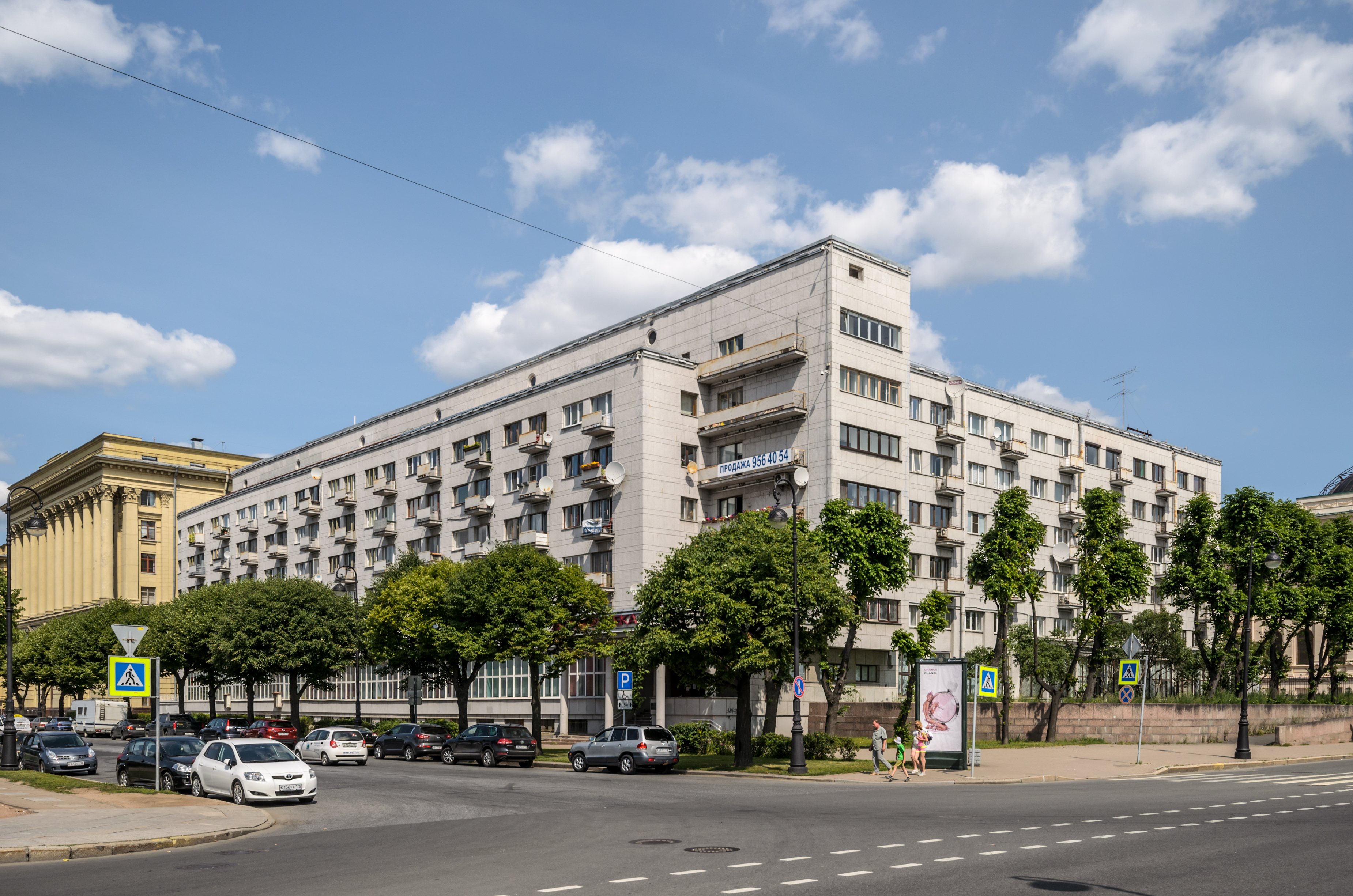
Wohnhaus der Gesellschaft der ehemaligen Polit-Katorga-Häftlinge und Verbannten (1931–1933 mit Grigori Simonow, Pawel Abrossimow), Toizkaja Ploschtschad, St. Petersburg
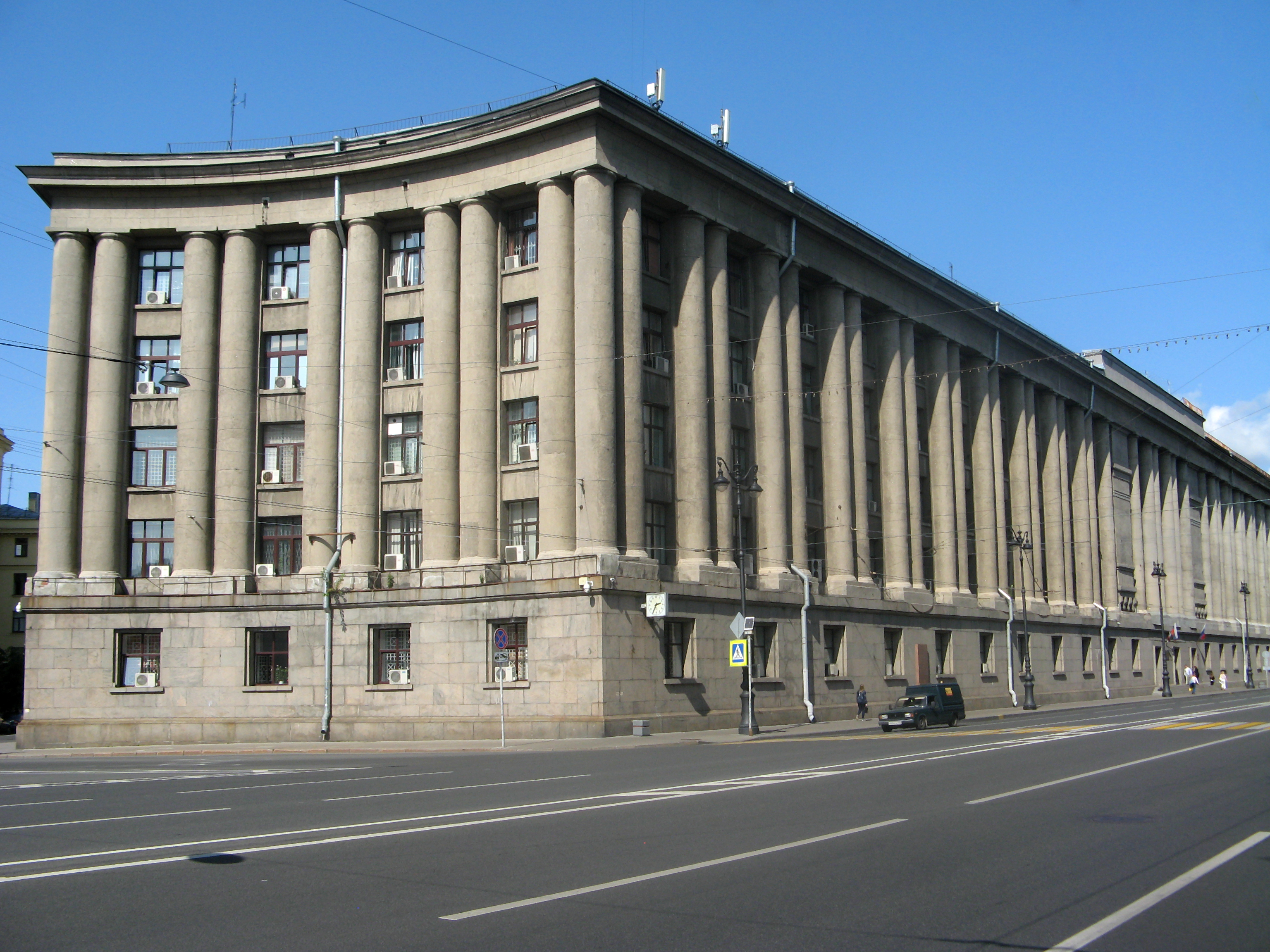
Akademie der Leichtindustrie (1934–1936 mit Leonid Poljakow, Alexander Welikanow, heute St. Petersburger Schiedsgericht), Suworowski Prospekt 50, St. Petersburg
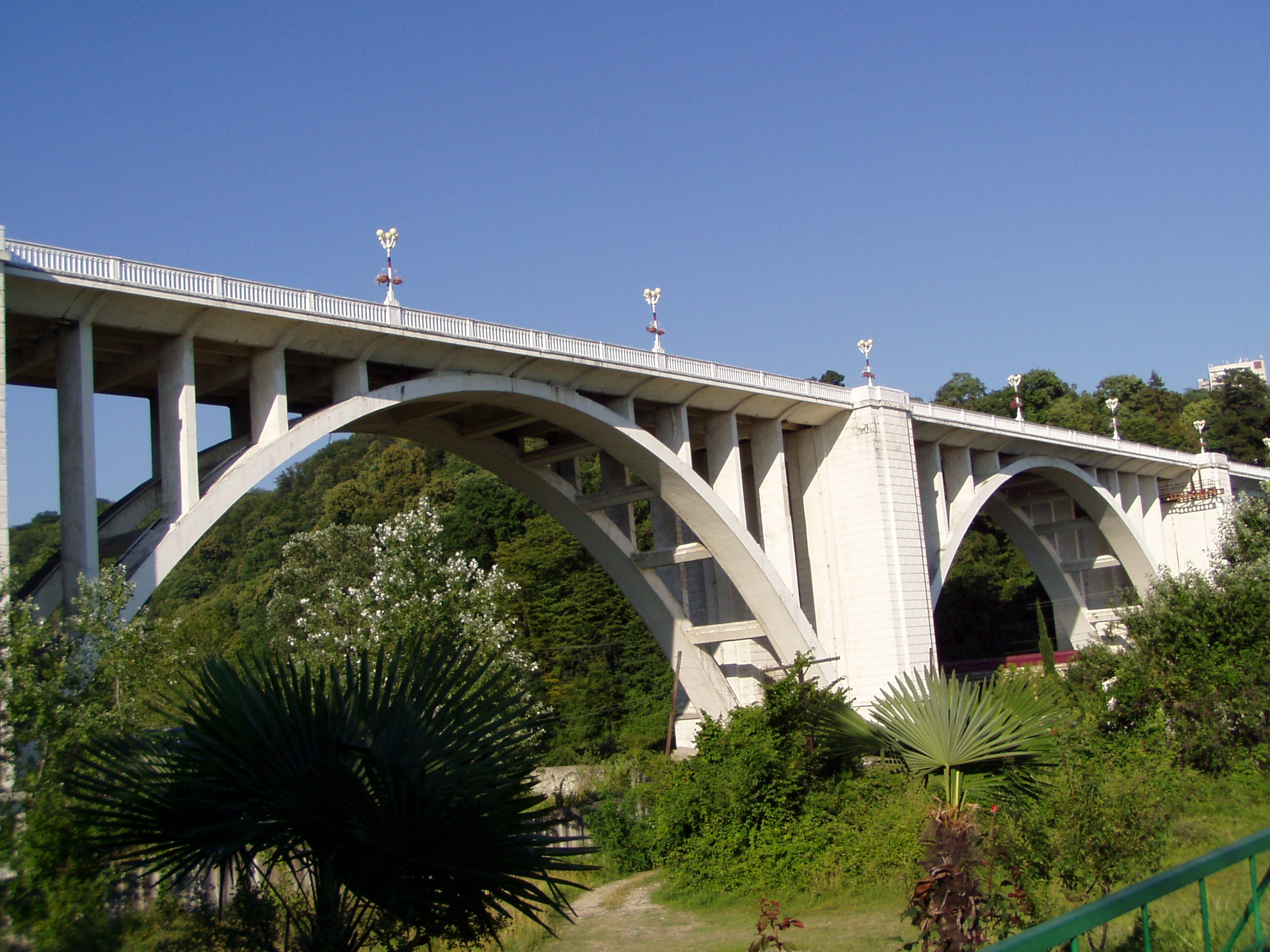
Mazesta-Viadukt (1938 mit Wladimir Schtschuko, Wladimir Helfreich, Alexander Welikanow, Soja Brod), Sotschi
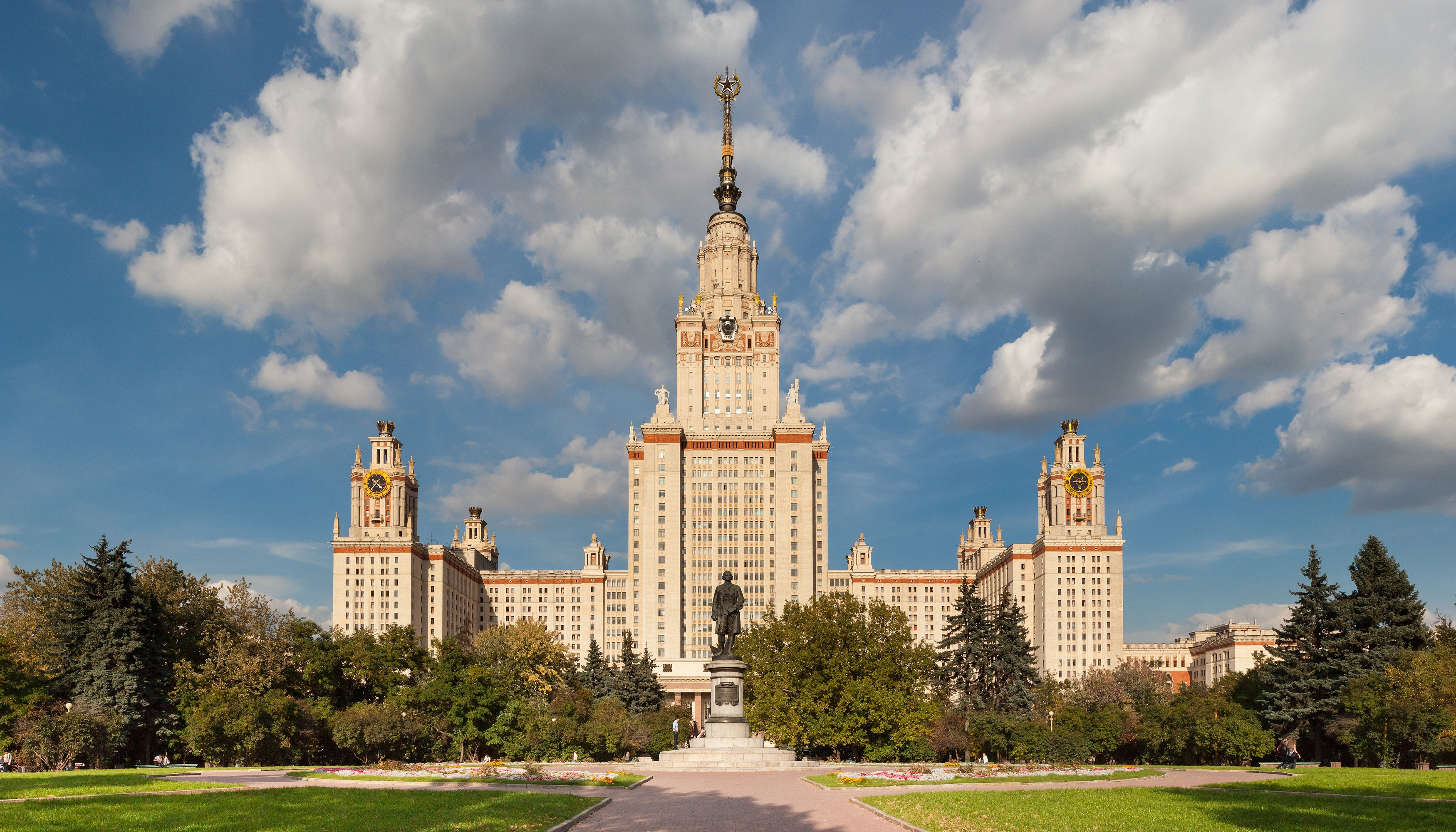
Hauptgebäude der MGU (1949–1953, ausgezeichnet durch den Stalinpreis 1949)
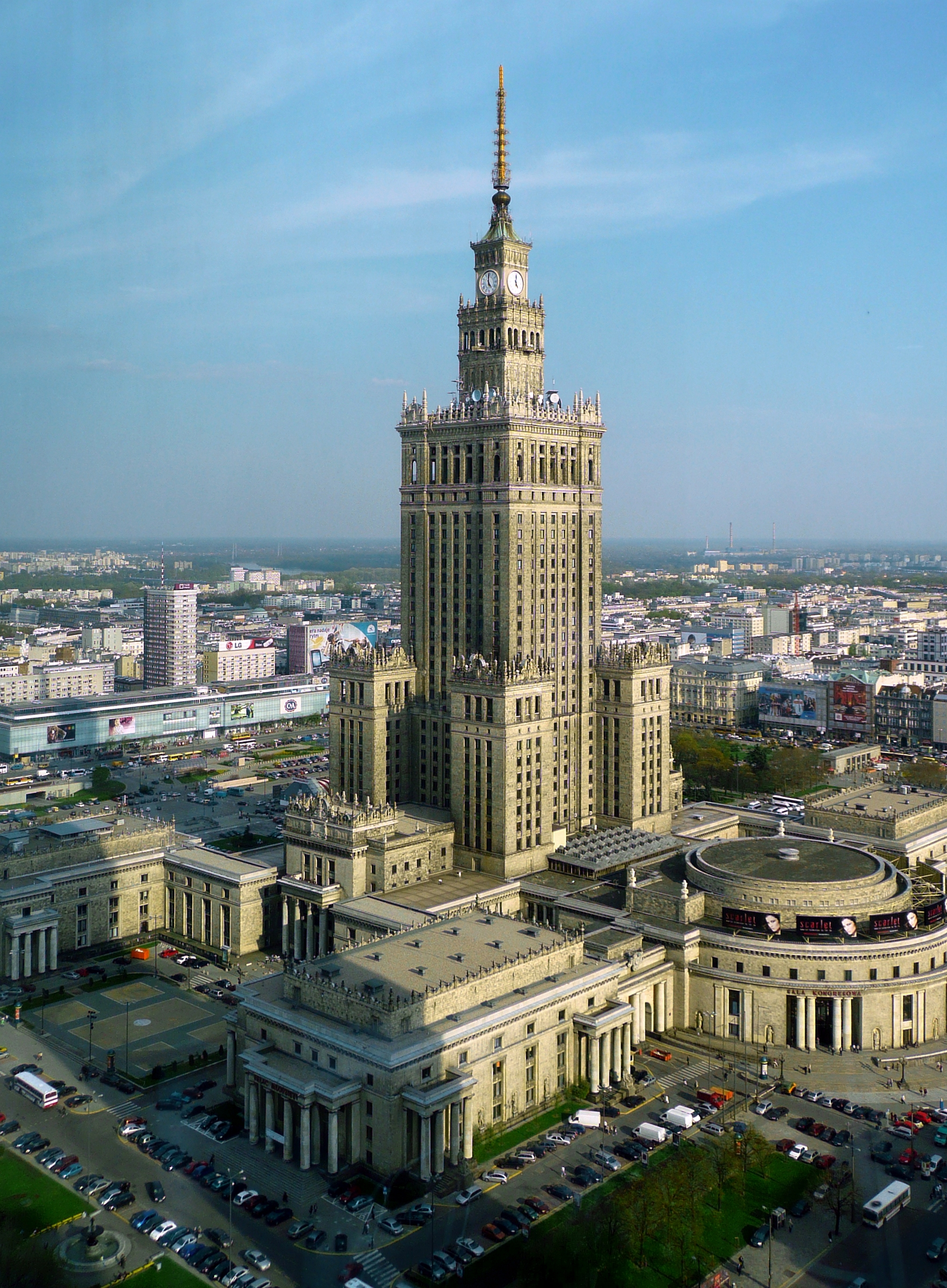
Kulturpalast Warschau (1952–1955 mit Lew Rudnew, Alexander Welikanow, Igor Roschin, Wsewolod Nassonow)
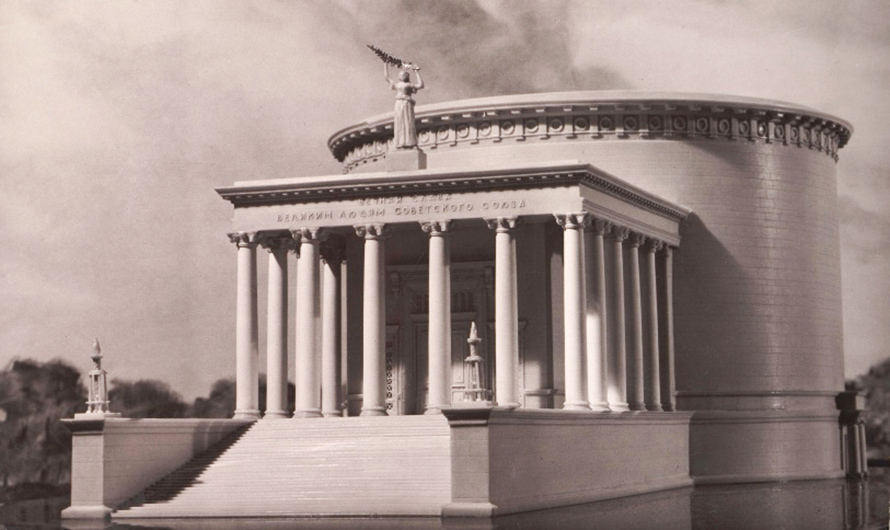
Moskauer Pantheon auf den Leninbergen (Wettbewerbsmodell, 1954 mit Soja Brod, eingestelltes Projekt)